# Andrew Lee Potts

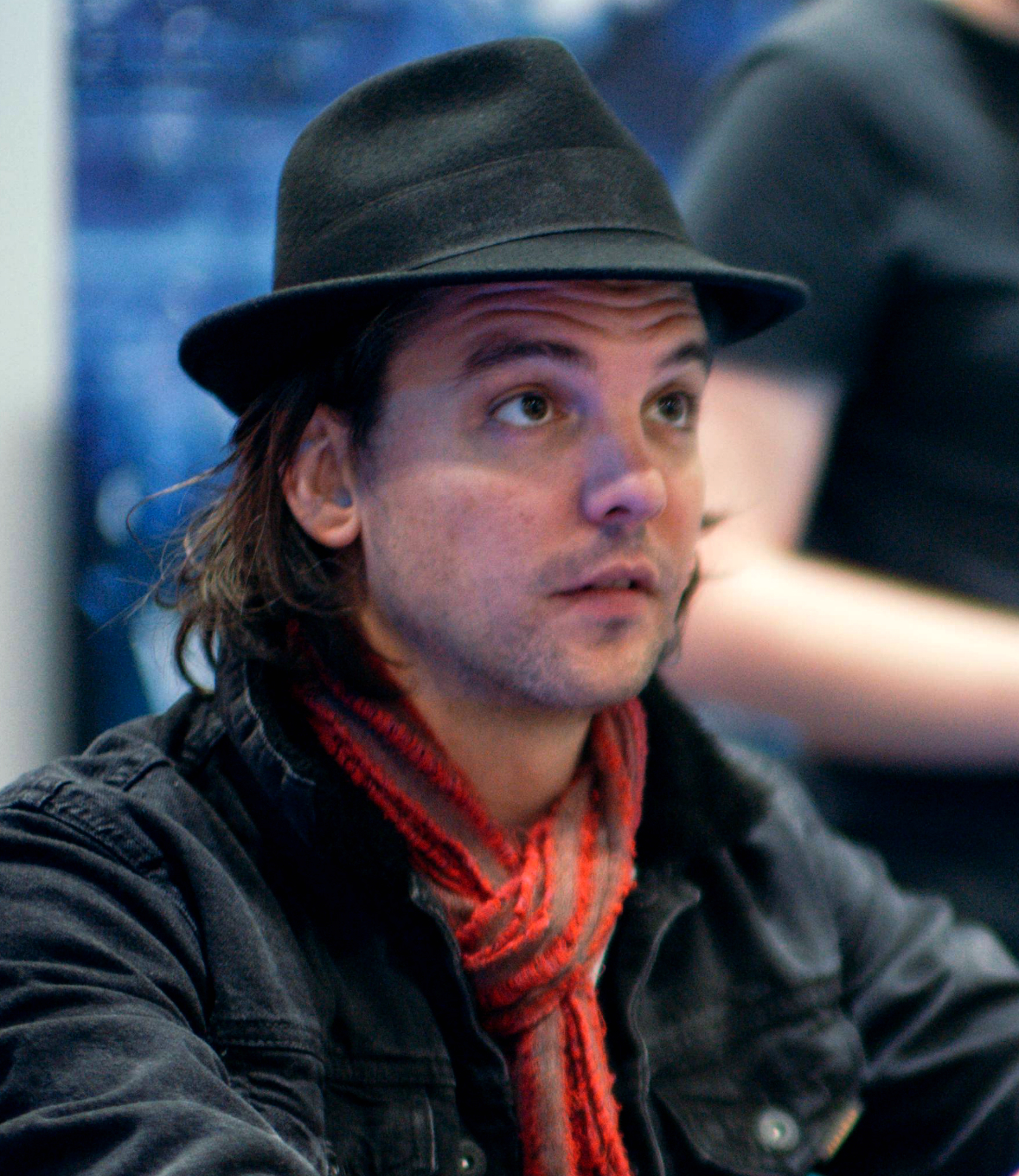
Andrew Lee Potts

Andrew Lee Potts (* 29. Oktober 1979 in Bradford, West Yorkshire) ist ein britischer Schauspieler.

## Leben
Potts wurde als Sohn von Alan und Sara Potts geboren. Er studierte an der Filmhochschule The Leeds School of Film, Television and the Performing Arts in Leeds.
Erste Auftritte hatte Potts in einzelnen Episoden verschiedener Fernsehserien, wie Heartbeat oder auch Band of Brothers – Wir waren wie Brüder. Ab 2007 spielte Potts in der Fernsehserie Primeval – Rückkehr der Urzeitmonster die Hauptrolle des Connor Temple, die er in der gesamten Laufzeit der Serie innehatte. Die gleiche Rolle hatte er auch in dem kanadischen Spin-off von Primeval inne.
Seine ältere Schwester Sarah-Jane Potts ist ebenfalls als Schauspielerin tätig.

## Filmografie (Auswahl)
- 1993: Heartbeat (Fernsehserie, Episode 2x10)
- 1997: Hetty Wainthropp Investigates (Fernsehserie, Episode 3x04)
- 2000: New Year’s Day
- 2001: Der Bunker – Der Feind ist nicht dort draußen (The Bunker)
- 2001: Band of Brothers – Wir waren wie Brüder (Band of Brothers, Miniserie, Episode 8)
- 2002: Schiffbrüchig (Stranded, Fernsehfilm)
- 2003: Die Tochter des Spartacus (Boudica, Fernsehfilm)
- 2003: Buried (Fernsehserie, 2 Episoden)
- 2003: Strange (Fernsehserie, 6 Episoden)
- 2004: Fat Friends (Fernsehserie, 2 Episoden)
- 2004: Lawinen – Der weiße Tod (Nature Unleashed: Avalanche)
- 2005: Dead Fish
- 2005–2011: Ideal (Fernsehserie, 23 Episoden)
- 2007: Zimmer 1408 (1408)
- 2007: Haunted Hill – Die Rückkehr in das Haus des Schreckens (Return to House on Haunted Hill)
- 2007–2011: Primeval – Rückkehr der Urzeitmonster (Primeval, Fernsehserie, 36 Episoden)
- 2008: Red Mist (Freakdog)
- 2009: George Gently – Der Unbestechliche (Inspector George Gently, Fernsehserie, Episode 2x03)
- 2009: Alice im Wunderland (Alice, Miniserie)
- 2011: Doc Martin (Fernsehserie, Episode 5x03)
- 2012: The Morning After (Kurzfilm)
- 2012: Nightbreakers – Vampire Nation (True Bloodthirst)
- 2012–2013: Primeval: New World (Fernsehserie, 2 Episoden)
- 2013: Stolen Light (Kurzfilm)
- 2013: Dracula (Fernsehserie, Episode 1x03)
- 2014: The Hatching
- seit 2014: Wireless (Webserie)
- 2014: The Mill (Fernsehserie, 6 Episoden)
- 2015: Inspector Barnaby (Midsomer Murders, Fernsehserie, Episode 17x02)
- 2016: Stan Lee’s Lucky Man (Fernsehserie, 3 Episoden)
- 2016: House of Salem
- 2019: The Crown (Fernsehserie, 1 Episode)